# Schönebürgstadion
Das Schönebürgstadion ist ein Fußballstadion mit Leichtathletikanlage und liegt in der Nähe des Volksfestplatzes in der baden-württembergischen Stadt Crailsheim. Dort findet jedes Jahr das Fränkische Volksfest statt. 

## Geschichte
Die Anlage wurde 1976 zum Preis von 2,28 Millionen Mark errichtet, was nach heutiger Währung 3,50 Millionen Euro entspräche. Sie galt damals als hochmodern. Das Eröffnungsspiel des Rasenplatzes einer Crailsheimer Stadtauswahl gegen die Stuttgarter Kickers im Juni 1977 endete 3:4. Das Stadion bietet Platz für etwa 5.000 Zuschauer. Im Stadion befinden sich hauptsächlich Stehplätze, nur auf der Haupttribüne gibt es einige hundert Sitzplätze. Bei Spitzenspielen oder besonderen Anlässen, beispielsweise Volksfestspiel, wird zusätzlich eine Gegentribüne aufgebaut. Auf der Anlage finden neben den Heimspielen der Männermannschaft vom TSV Crailsheim in der Oberliga Baden-Württemberg (bei schlechtem Wetter finden diese auf dem Kunstrasenplatz neben dem Schönebürgstadion statt) auch die Heimspiele der Frauenmannschaft in der zweiten Bundesliga statt. Außerdem wird die Sportstätte für zahlreiche weitere Veranstaltungen genutzt. So wird zum Beispiel das Stadion zum Aufmarschplatz der Crailsheimer Bürgerwache bei ihrem Jubiläum, wie im Jahr 2005. Des Weiteren finden hier verschiedene Leichtathletikwettkämpfe statt.
Zwischen Juni und Oktober 2008 wurde das Schönebürgstadion renoviert. Es wurde u. a. eine Sitzplatztribüne mit 1.000 Plätzen aufgebaut, ein neuer Rasen auf dem Spielfeld verlegt und die Leichtathletikanlage erneuert.